# Svenska Iranexpeditionen
Svenska Iranexpeditionen var en svensk expedition till Persien, dagens Iran, som ägde rum under åren 1932-1933. Den leddes av den svenske arkeologen Ture J:son Arne och den var en fristående del av Sven Hedins stora Asienexpedition 1927-1935. Med på expeditionen var Arnes fru Ida Arne, B. Dubenskij, M. Ambarov, Gerassimov, G. Wener och W. Schweitzeer (kartograf). Under expeditionen kartlade de ett stort antal fornlämningar i nordöstra Persien och de utförde utgrävningar på en av platserna, Shah Tepé. Arne köpte även arkeologiskt material från Luristan, bland annat från konsthandlare i Teheran och Ispahan. Arne nämner handlarna Nejat Suleiman Rabbi och Ibrahim Chenassa. Framför allt rörde det sig om olika bronser. Idag förvaras dessa på Medelhavsmuseet i Stockholm. 

## Bakgrund och förberedelser
Utrustning handlades in under sommaren 1932 i England och Sverige, bland annat en Ford. I september reste man iväg med Swedish Orient Line till Beirut. Därifrån gick resan vidare med bil till Bagdad och sedan Teheran. Med var Ida och två studenter från Sverige. Efter förberedelser i Teheran gick resan till Asterabad (Gorgan) där huvudkvarteret upprättades. Ca 13 km NNV om staden låg Shah Tepé, en av flera stora fornlämningar i området i form av en stor kulle. Vid foten av denna låg byn Qarindjik (Qaranjik). I november återvände expeditionen till Teheran. De svenska studenterna återvände till Sverige i december. En amerikansk expedition hade vid samma tid utfört utgrävningar i Damghan under ledning av dr. Erich Schmidt och kom också till Teheran i december. Det gav Arne möjlighet att få hjälp från deras expeditionsmedlemmar vilket ledde till att Dubenskij, Gerassimov och Ambarov blev deltagare av expeditionen i egenskap av  fotograf, föredragande och konservator. En ung österrikare, Schweitzer, blev expeditionens kkartograf. En ung svensk, Wener, fick ansvar för Forden. I mars 1933 åkte delar av expeditionen åter till huvudkvarteret i Asterabad. Här fick de tillgång till arbetare från Damghanutgrävningarna inklusive förmannen Halil Kerbelai. Hus och trädgård hyrdes vid Shah Tepé i Qarindjik och man lät även upprätta en liten arbetsbod av soltorkat tegel. I april påbörjades själva utgrävningarna och man höll på till juli. Ca 100 arbetare deltog inklusive en persisk inspektör, M. Kazemi. Fyndmaterialet delades därefter mellan Persien och Sverige. Den svenska delen lämnades som gåva till svenska staten och Historiska museet. Materialet fördes så småningom över till Medelhavsmuseet. 

## Utgrävningar i Shah Tepé
Arne tog upp åtta kvadratiska schakt vilka mätte 10 x 10 m. Schakt F var 10 x 15 m. Fynden härrörde från skilda bebyggelseperioder. Den tidigaste, Shah III, daterades till kopparåldern, och representeras av många gravar med svart eller grå keramik och även målad keramik vilken är rödaktig och dekorerad med svarta mönster. Shah IIA och IIB har daterats till bronsåldern och innehöll gravar med svart eller grå keramik samt kärl gjorda av alabaster. Det översta lagret (Shah I) representerade en senare bebyggelsefas och innehöll muslimska gravar samt annat material från samma period.
Gravarna verkar i regel vara anlagda under husens golv, kanske också på andra ställen men inte på ett avskilt gravfält. Omkring 260 skelettgravar hittades, ett litet antal av dem var förstörda sedan tidigare. Av 257 skelett var 176 förhistoriska och 81 tillhörde den muslimska perioden. I regel låg de förhistoriska skeletten hopdragna på sidan i en enkel, enskild grop. Nästan hälften av skeletten var orienterade i mer eller mindre östvästlig riktning. I två fall var mor och barn begravda tillsammans och i ett fall två vuxna, eventuellt man och fru. En kollektiv begravning förekom: den innehöll fem individer, vars kroppar var styckade och de hade även åtföljts av offrade får och getter. Gravgåvorna bestod av ett eller flera kärl av keramik och alabaster, smycken av koppar, pärlor av olika slag av sten, koppar, fajans och glas, enstaka ornament och redskap av ben och sten. Vapen var sällsynt.
Arnes undersökningar bekräftade att området fungerat som en förbindelselänk mellan öst och väst. 1940 ordnade Arne en utställning i Historiska museet av fynden från Shah Tepé jämte andra föremål från Iran. Efter ett par förberedande rapporter utgav Arne 1945 den stora publikationen "Excavations at Shah Tepé, Iran".